# Куций Юрій Миколайович (військовий)
Ю́рій Микола́йович Ку́ций (3 травня 1999, с. Варварівка — 9 липня 2023, біля м. Оріхів Запорізької області) — український військовослужбовець, старший солдат Збройних сил України, учасник російсько-української війни. Кавалер ордена «За мужність» III ступеня (2023, посмертно).

## Життєпис
Народився 3 травня 1999 в с. Варварівка Хмельницької області.
Після школи вступив до вищого професійного училища та здобув професію муляра-електрозварювальника ручного зварювання. Працював на будівництві. Під час повномасштабного вторгнення воював проти окупантів у розвідувальній роті 80-ї окремої десантно-штурмової бригади. Згодом перевівся у розвідку 47-ї окремої механізованої бригади «Маґура», старший солдат.

## Загибель
Загинув 9 липня 2023 року під час виконання бойового завдання в районі міста Оріхів Запорізької області. Похований у рідному селі.

## Нагороди
- Орден «За мужність» III ступеня (24 серпня 2023, посмертно) — за особисту мужність, виявлену у захисті державного суверенітету та територіальної цілісності України, самовіддане виконання військового обов'язку[2].